# ジョシュ・ティレル
ジョシュ・ティレル（Josh Tyrell、1990年10月16日 - ）は、プロD2プロヴァンス・ラグビーに所属するラグビー選手。

## プロフィール
- ニュージーランド・ハミルトン出身。
- ポジションはロック(LO)。
- 身長 194cm、体重 116kg
- サモア代表キャップは11(2021年8月現在）でワールドカップ2019のサモア代表に選ばれた[1]。

## 略歴
ワイカト、ノースハーバー、ドンカスター・ナイツ、オヨナを経て、2021年、ビアリッツ・オランピックに加入。